# 钟倩欣
钟倩欣（1990年5月8日—），广东广州人，中国女子羽毛球运动员。

## 簡歷
2006年底，钟倩欣通過選拔進入中國國家羽毛球隊二队。
2007年10月，她在奧克蘭舉行的世界青年羽毛球錦標賽中，先代表中青队夺得混合团体賽冠军；後在女双决赛中，夥拍谢婧擊敗韓國的柳晛榮/鄭景銀，奪得冠軍。2008年年10月，她們再次參加浦那舉行的世界青年羽毛球錦標賽，雖然成功衛冕混合团体賽冠军，但女双决赛中，卻不敵新加坡的姚蕾/伏明天，屈居亞軍。
2010年10月，钟倩欣夥拍马晋出戰越南羽毛球公开赛，在女雙決賽中以2比1擊敗隊友汤金华/夏欢奪得冠軍。同年12月，二人又出戰中国羽毛球公开赛，並成功闖入決賽，但因马晋脚部受伤未愈而退出比赛，僅得亞軍。
2011年4月在成都舉行的亞洲羽毛球錦標賽中，钟倩欣夥拍包宜鑫在女雙賽事的準決賽中，不敵隊友于洋/王曉理，僅得銅牌。
2012年11月，钟倩欣在代表广州粤羽队出戰中國羽毛球俱樂部超級聯賽期間受重伤，无缘赛季剩余的比赛，並須赴德国接受治疗。
2013年7月，傷愈的钟倩欣回归国际赛场，出戰美國黃金大獎賽與包宜鑫搭檔打進女雙決賽，最後以2比0（21-17、24-22）擊敗隊友的于小含/黄雅琼，奪得冠軍。

### 2013年世錦賽晉八強
2013年8月，钟倩欣參加中國廣州舉行的世界羽毛球錦標賽，與包宜鑫以7號種子身分出戰女子雙打項目。她們首圈輪空，第二圈先以2比0擊敗英格蘭組合晉級；第三圈面對日本組合江藤理惠、脇田侑，亦以2比0（21-12、21-19）勝出；但至半準決賽，她們在苦戰三局下終以1比2（11-21、21-13、18-21）不敵4號種子、丹麥的卡米拉·吕特·尤尔/克里斯汀娜·彼德森，8強止步。

## 主要比賽成績
只列出曾進入準決賽的國際賽事成績：
| 年份   | 賽事                     | 公開賽級別 | 項目     | 拍檔   | 成績   |
| ------ | ------------------------ | ---------- | -------- | ------ | ------ |
| 2007年 | 世界青年羽毛球錦標賽     | 其他       | 女子雙打 | 谢婧   | 金牌   |
| 2007年 | 世界青年羽毛球錦標賽     | 其他       | 混合團體 | －     | 金牌   |
| 2008年 | 亚洲青年羽毛球錦標賽     | 其他       | 混合團體 | －     | 金牌   |
| 2008年 | 亚洲青年羽毛球錦標賽     | 其他       | 女子雙打 | 谢婧   | 金牌   |
| 2008年 | 世界青年羽毛球錦標賽     | 其他       | 女子雙打 | 谢婧   | 銀牌   |
| 2008年 | 世界青年羽毛球錦標賽     | 其他       | 混合團體 | －     | 金牌   |
| 2010年 | 越南羽毛球大獎賽         | 大獎賽     | 女子雙打 | 马晋   | 亞軍   |
| 2010年 | 中國羽毛球超級賽         | 超級賽     | 女子雙打 | 马晋   | 亞軍   |
| 2011年 | 亞洲羽毛球錦標賽         | 其他       | 女子雙打 | 包宜鑫 | 銅牌   |
| 2011年 | 俄羅斯羽毛球大獎賽       | 大獎賽     | 女子雙打 | 谢婧   | 準決賽 |
| 2011年 | 俄羅斯羽毛球大獎賽       | 大獎賽     | 混合雙打 | 鲁恺   | 準決賽 |
| 2011年 | 日本羽毛球超級賽         | 超級賽     | 女子雙打 | 包宜鑫 | 冠軍   |
| 2011年 | 印尼羽毛球黃金大獎賽     | 黃金大獎賽 | 女子雙打 | 包宜鑫 | 亞軍   |
| 2012年 | 馬來西亞羽毛球超級賽     | 超級賽     | 女子雙打 | 包宜鑫 | 準決賽 |
| 2012年 | 瑞士羽毛球黃金大獎賽     | 黃金大獎賽 | 女子雙打 | 包宜鑫 | 亞軍   |
| 2012年 | 亞洲羽毛球錦標賽         | 其他       | 女子雙打 | 包宜鑫 | 銀牌   |
| 2012年 | 印度羽毛球超級賽         | 超級賽     | 女子雙打 | 包宜鑫 | 亞軍   |
| 2012年 | 印尼羽毛球首要超級賽     | 首要超級賽 | 女子雙打 | 包宜鑫 | 準決賽 |
| 2012年 | 新加坡羽毛球超級賽       | 超級賽     | 女子雙打 | 包宜鑫 | 冠軍   |
| 2012年 | 中國羽毛球大師賽         | 超級賽     | 女子雙打 | 包宜鑫 | 冠軍   |
| 2012年 | 丹麥羽毛球首要超級賽     | 首要超級賽 | 女子雙打 | 包宜鑫 | 準決賽 |
| 2012年 | 法國羽毛球超級賽         | 超級賽     | 女子雙打 | 包宜鑫 | 準決賽 |
| 2013年 | 美國羽毛球黃金大獎賽     | 黃金大獎賽 | 女子雙打 | 包宜鑫 | 冠軍   |
| 2013年 | 中國羽毛球首要超級賽     | 首要超級賽 | 女子雙打 | 包宜鑫 | 亞軍   |
| 2014年 | 亞洲羽毛球錦標賽         | 其他       | 女子雙打 | 夏欢   | 銅牌   |
| 2014年 | 碧特博格羽毛球黃金大獎賽 | 黃金大獎賽 | 女子雙打 | 夏欢   | 準決賽 |
| 2014年 | 澳門羽毛球黃金大獎賽     | 黃金大獎賽 | 女子雙打 | 黄雅琼 | 亞軍   |
| 2015年 | 全英羽毛球首要超級賽     | 首要超級賽 | 女子雙打 | 汤金华 | 準決賽 |
| 2015年 | 中國羽毛球大師賽         | 黃金大獎賽 | 女子雙打 | 汤金华 | 冠軍   |
| 2015年 | 紐西蘭羽毛球黃金大獎賽   | 黃金大獎賽 | 女子雙打 | 夏欢   | 冠軍   |
| 2015年 | 印尼羽毛球首要超級賽     | 首要超級賽 | 女子雙打 | 于洋   | 準決賽 |
| 2015年 | 美國羽毛球黃金大獎賽     | 黃金大獎賽 | 女子雙打 | 于洋   | 冠軍   |
| 2015年 | 日本羽毛球超級賽         | 超級賽     | 女子雙打 | 赵芸蕾 | 冠軍   |
| 2016年 | 中國羽毛球大師賽         | 黃金大獎賽 | 女子雙打 | 黄东萍 | 準決賽 |
| 2016年 | 中華台北羽毛球公開賽     | 黃金大獎賽 | 女子雙打 | 黄东萍 | 冠軍   |

| 2007-2017年 | 首要超級賽 | 超級賽 | 黃金大獎賽 | 大獎賽 | 國際挑戰賽 | 國際系列賽 | 未來系列賽 | 其他 |

| 2018-2026年 | 總決賽 | 超級1000賽 | 超級750賽 | 超級500賽 | 超級300賽 | 超級100賽 | 國際挑戰賽 | 國際系列賽 | 未來系列賽 | 其他 |

### 奧運會和世錦賽參賽紀錄
|          | 搭檔   | 2013 |
| -------- | ------ | ---- |
| 女子雙打 | 包宜鑫 | 8強  |